# Вулиця Японська
Ву́лиця Япо́нська — вулиця у Франківському районі міста Львова, в місцевості Новий Світ. Сполучає вулиці Глибоку та Коновальця, утворюючи перехрестя з вулицею Єфремова. Частину непарного боку вулиці Японської займає сквер, що до 1940-х років мав назву — площа Згоди.

## Назва
У 1910 році вулиця отримала назву Японська, на честь перемоги Японії над Росією у російсько-японській війні 1904—1905 років. Під час німецької окупації, у 1943 році перейменована на Блюхерґассе, на честь пруського генерал-фельдмаршала Ґебгарда Леберехта фон Блюхера. У липні 1944 року отримала попередню назву Японська. У жовтні 1945 року вулиця перейменована на Хасанську, на згадку про поразку японських військ у битві біля далекосхідного озера Хасан у 1938 році (тоді, в результаті нічим не обґрунтованих вимог Японії щодо сопок Заозерна та Безіменна війська Японії провели марну агресію на радянську територію). У грудні 1945 році — знову вулиця Японська, У 1950 році повернули назву Хасанська, а у 1993 році вулиці повернули історичну назву — Японська. 

## Забудова
В архітектурному ансамблі вулиці Японської переважають віденська сецесія та конструктивізм. Декілька будинків внесені до реєстру пам'яток архітектури місцевого значення.

### Будівлі
№ 3 — житловий будинок, збудований 1909 року для Густава Кіршнера. Керамічна плитка у вестибюлі будинку створена на підприємстві «Генрік Ебер». Будинок внесений до реєстру пам'яток архітектури місцевого значення під охоронним № 369-м.
 № 5 — житловий будинок, виконаний 1909 року у стилі ар деко за проєктом архітектора Юзефа Авіна. Керамічне облицювання у вестибюлі виконано на фабриці «Генрік Ебер». Будинок внесений до реєстру пам'яток архітектури місцевого значення під охоронним № 370-м.
 № 7 — будівля колишньої друкарні Бернарда Бардаха зведена за проєктом архітектора Юзефа Авіна у 1926—1927 роках у стилі раннього функціоналізму. Фасад будинку декоровано скульптурами римських богів торгівлі Меркурія та мистецтва — Венери, а також чотирма невеликими круглими медальйонами з рельєфами у стилістиці ар деко, що символізують друкарство. Припускають, що автором скульптурного оздоблення будівлі був Юзеф Стажинський, але на думку львовознавця Ігоря Мельника — це могла бути робота Анджея Альбрихта, котрий мав неподалік майстерню, або ескізи скульптур міг зробити й сам Юзеф Авін. В будинку від 1928 року містилася «Фабрика канцелярських книг та конвертів», яка згодом перейменована на фабрику «Бібльос». В повоєнні роки підприємство зазнавало ряд змін, зокрема, від 1991 року працює під назвою «Львівська фабрика паперово-білових виробів „Бібльос“». Нині — приватне акціонерне товариство, яке на власних виробничих потужностях виготовляє широкий асортимент паперово-білових виробів. Будинок внесений до реєстру пам'яток архітектури місцевого значення під охоронним № 371-м. Також в будинку функціює ресторація «Бальова саля».
 № 9 — колишній будинок профспілки поштових службовців збудований за проєктом архітектора Адольфа Віктора Вайсса у 1930—1934 роках. Проєкт також передбачав розташування у будинку зали для перегляду фільмів. Від радянських часів, від 1950 року функціонує як Будинок культури працівників зв'язку. У 1960—1970-х роках тут активно діяв кіноклуб, проводилося близько 600 кіносеансів на рік. 15 грудня 2012 року на фасаді будинку встановлено художньо-меморіальну таблицю диригентові, композитору та керівникові заслуженої хорової капели України «Боян» Будинку культури працівників зв'язку Євгенові Вахняку (скульптори Іван Самотос та Олександр Гончарук). 
№ 10, 12, 14 — комплекс житлових будинків збудований у 1936—1938 роках за проєктами архітектора Доброслава Чайки у стилі функціоналізму.

## Сквер
Між нинішніми вулицями Японською, Київською, Коновальця та Єфремова у 1905 році запланували круглу площу Згоди. Два її сектори у 1940-х роках були забудовані, в одному створено дитячий майданчик, а західна частина перетворена на безіменний сквер. 2015 року у сквері відкрили пам'ятний знак у вигляді червоної стрічки — символу боротьби зі СНІДом. Львів — друге місто в Україні після Києва, де встановили подібний пам'ятний знак.